# Autoserica srilanka
Autoserica srilanka är en skalbaggsart som beskrevs av Frey 1974. Autoserica srilanka ingår i släktet Autoserica och familjen Melolonthidae. Inga underarter finns listade.